# Микро (класс яхт)
Яхта международного класса «Микро» — компактный крейсерский швертбот длиной 5,5 м.

## История
История яхт класса «Микро» берёт начало в 60-х годах XX века во Франции, когда в моду вошли автомобильные путешествия. Почти одновременно появились и маленькие яхты, перевозимые на прицепах-трейлерах.
В 1977 году по инициативе французского журнала Bateaux для микрояхт со сходными параметрами был создан особый класс Micro. В 1999 году он получил признание Международной федерации парусного спорта в качестве официального международного класса спортивных яхт с собственным чемпионатом мира.
В 1986 году первые яхты класса «Микро» появились в СССР, в Ленинграде. С 1989 года в Ленинграде, а затем в Санкт-Петербурге проходил кубок «Белые ночи», имеющий международный статус и являющийся одним из этапов европейского кубка Euro Micro. В августе 1990 года была создана национальная ассоциация владельцев яхт «Микро», президентом которой был избран Григорий Непочатых. В это время количество регат и их участников, проводимых в России в классе «Микро», росло. Основными соревнованиями стали: Псковская регата (чемпионат мира 2016 года в классе «Микро»), Верхневолжская регата, «Банковский кубок», этапы кубка Euro Micro. В 1990 году в этапах Euro Micro участвовало 10 команд из СССР, в 2008 году число команд, выступающих за Россию, возросло до 29 экипажей.

## Правила класса[2]
Длина корпуса на высоте 0,7 м выше ватерлинии не более 5,5 м (без учёта навесного руля). Средняя высота надводного борта не менее 0,6 м. Ширина не более 2,45 м. Осадка в обмерном состоянии не более 1,10 м. Вес лодки не менее 450 кг. Одна мачта. Площадь основных парусов (грота и стакселя) не более 18,5 м², спинакера — 19,60 м². Экипаж три человека, на внутренних водных путях и небольших озёрах может быть уменьшен до двух человек. Яхта класса «Микро» может идти под парусами во внутренних и прибрежных водах при силе ветра до 6 баллов и высоте волны до 2 м.
Класс «Микро» подразделяется на три дивизиона:
- Racer («Рейсер»). Гоночная модификация, вес не менее 540 кг, высота мачты до 8,2 м.
- Cruiser («Круизёр»). Круизная модификация, вес не менее 560 кг, высота мачты до 7,7 м.
- Proto («Прототип»). К нему относятся лодки, не соответствующие требованиям для первых двух дивизионов.